# Richard Aurili
 (octobre 2023).
La mise en forme du texte ne suit pas les recommandations de Wikipédia : il faut le « wikifier ».
Les points d'amélioration suivants sont les cas les plus fréquents. Le détail des points à revoir est peut-être précisé sur la page de discussion.
- Les titres sont pré-formatés par le logiciel. Ils ne sont ni en capitales, ni en gras.
- Le texte ne doit pas être écrit en capitales (les noms de famille non plus), ni en gras, ni en italique, ni en « petit »…
- Le gras n'est utilisé que pour surligner le titre de l'article dans l'introduction, une seule fois.
- L'italique est rarement utilisé : mots en langue étrangère, titres d'œuvres, noms de bateaux, etc.
- Les citations ne sont pas en italique mais en corps de texte normal. Elles sont entourées par des guillemets français : « et ».
- Les listes à puces sont à éviter, des paragraphes rédigés étant largement préférés. Les tableaux sont à réserver à la présentation de données structurées (résultats, etc.).
- Les appels de note de bas de page (petits chiffres en exposant, introduits par l'outil «  Source ») sont à placer entre la fin de phrase et le point final[comme ça].
- Les liens internes (vers d'autres articles de Wikipédia) sont à choisir avec parcimonie. Créez des liens vers des articles approfondissant le sujet. Les termes génériques sans rapport avec le sujet sont à éviter, ainsi que les répétitions de liens vers un même terme.
- Les liens externes sont à placer uniquement dans une section « Liens externes », à la fin de l'article. Ces liens sont à choisir avec parcimonie suivant les règles définies. Si un lien sert de source à l'article, son insertion dans le texte est à faire par les notes de bas de page.
- La présentation des références doit suivre les conventions bibliographiques. Il est recommandé d'utiliser les modèles {{Ouvrage}}, {{Chapitre}}, {{Article}}, {{Lien web}} et/ou {{Bibliographie}}. Le mode d'édition visuel peut mettre en forme automatiquement les références.
- Insérer une infobox (cadre d'informations à droite) n'est pas obligatoire pour parachever la mise en page.

Pour une aide détaillée, merci de consulter Aide:Wikification.
Si vous pensez que ces points ont été résolus, vous pouvez retirer ce bandeau et améliorer la mise en forme d'un autre article.
Riccardo Marc Alexandre Aurili, né le 17 décembre 1864 à Bibbona (Italie), et mort le 21 août 1943, à Villeneuve-Loubet (France), est un sculpteur italien, qui a oeuvré en Italie, en Belgique et en France.
Il est également connu sous les noms de Richard Aurili et de prof. Aurili.
Il est l'auteur de sculptures artistiques, commerciales et monumentales.

## Biographie
Riccardo Aurili suit une formation de sculpteur à l'Académie de Florence ; il est l'élève d'Augusto Rivalta et d'Emilo Zocchi,. Il obtient le premier prix de sculpture en 1883.
Il se marie avec Françoise Pesciatini, qui sera la mère de ses enfants,.
Après ses études, il se fait remarquer avec sa sculpture La Baigneuse, proposée à une vente aux enchères de Drouot en 1890.
En 1889, à Volterra, Aurili devient père d'un fils Aurelio, un futur sculpteur,.

Après 1890, il passe la majeure partie de sa vie en France et en Belgique. Cependant, il reste en contact avec la Toscane, on le décrit comme « sculpteur florentin » tout au long de sa vie.

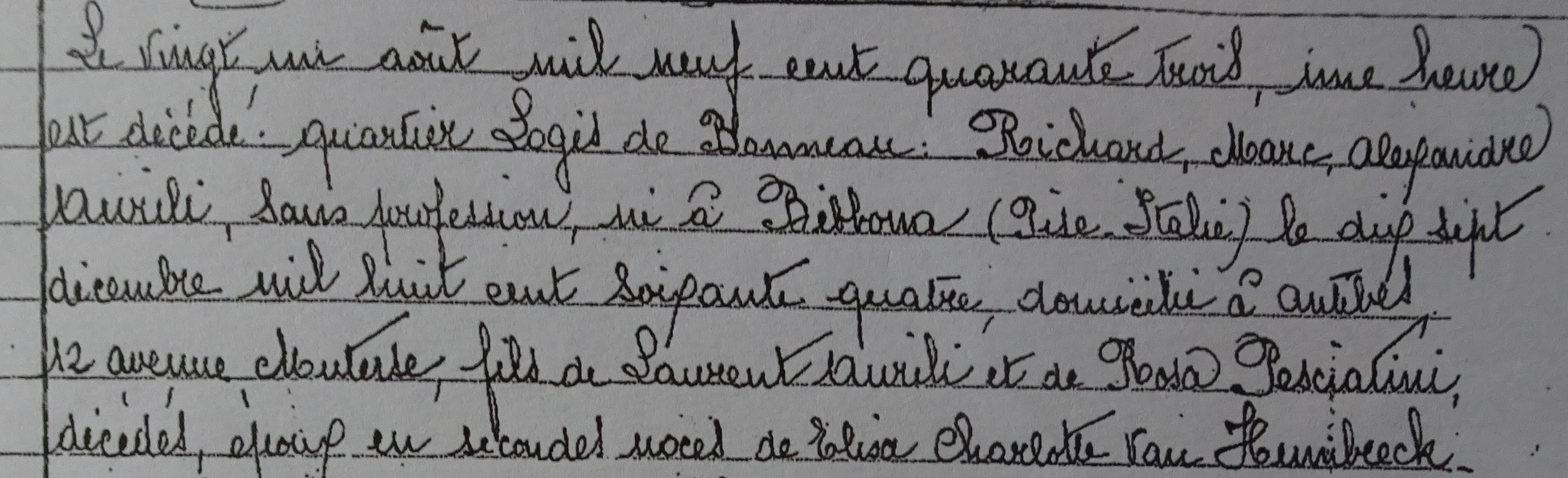
Richard Aurili - Extrait acte de décès
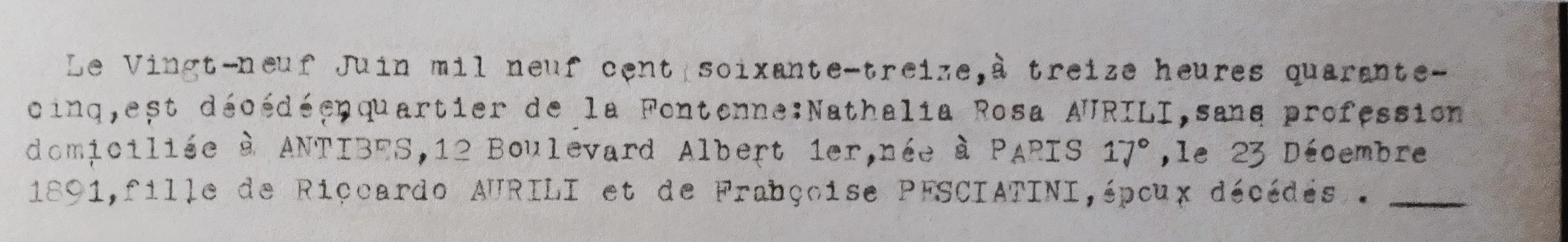
Nathalie Aurili - Extrait acte de décès

### Paris
Au début des années 1890, la famille Aurili s'installe à Paris et y séjournera jusqu'en 1904. 
En 1891, sa fille aînée, Natalia, nait dans le 17e arrondissement,, suivie de Brunnetta à Levallois-Perret, en 1892, et d'Atala en 1893.
Durant ses années parisiennes, Ricardo Aurili reçoit des commandes importantes. 
En 1892, il collabore à la sculpture controversée Bellona d'Emile Gérome,. 
Plus tard, il reçoit des commandes d'agrandissement en bronze de dessins réalisés en argile par les frères Ettlinger, dont ses œuvres Gladiator et Flore de 1899. Il travaille pour l'entreprise de A. Jourdan, spécialisée en statuettes, groupes, vases, pendules, candélabres au gaz et à l’électricité en imitation bronze.
À partir de 1893, il participe aux expositions du Salon des artistes français. Il expose à l'Exposition universelle de 1900 à Paris (Hôtel des Invalides) avec un projet d'Ettlinger.
Les œuvres de sa période parisienne sont des sculptures et statuettes, à la fois artistiques et commerciales. Une transition du néoclassique vers l'art nouveau est perceptible. 
Il est surtout connu comme sculpteur de bustes, et d'œuvres inspirées de la mythologie et de l'histoire classique. Parmi ses œuvres, son gladiateur Ave Cesar, dont il réalisa plusieurs versions, et le buste Desdémone, réalisé en 1900.
Au cours de ces années, il est un fervent amateur de cyclisme ; il est connu dans l'histoire du cyclisme toscan pour avoir terminé le trajet Paris-Florence en 6 jours, en 1895, avec le Français Valot.

### Bruxelles

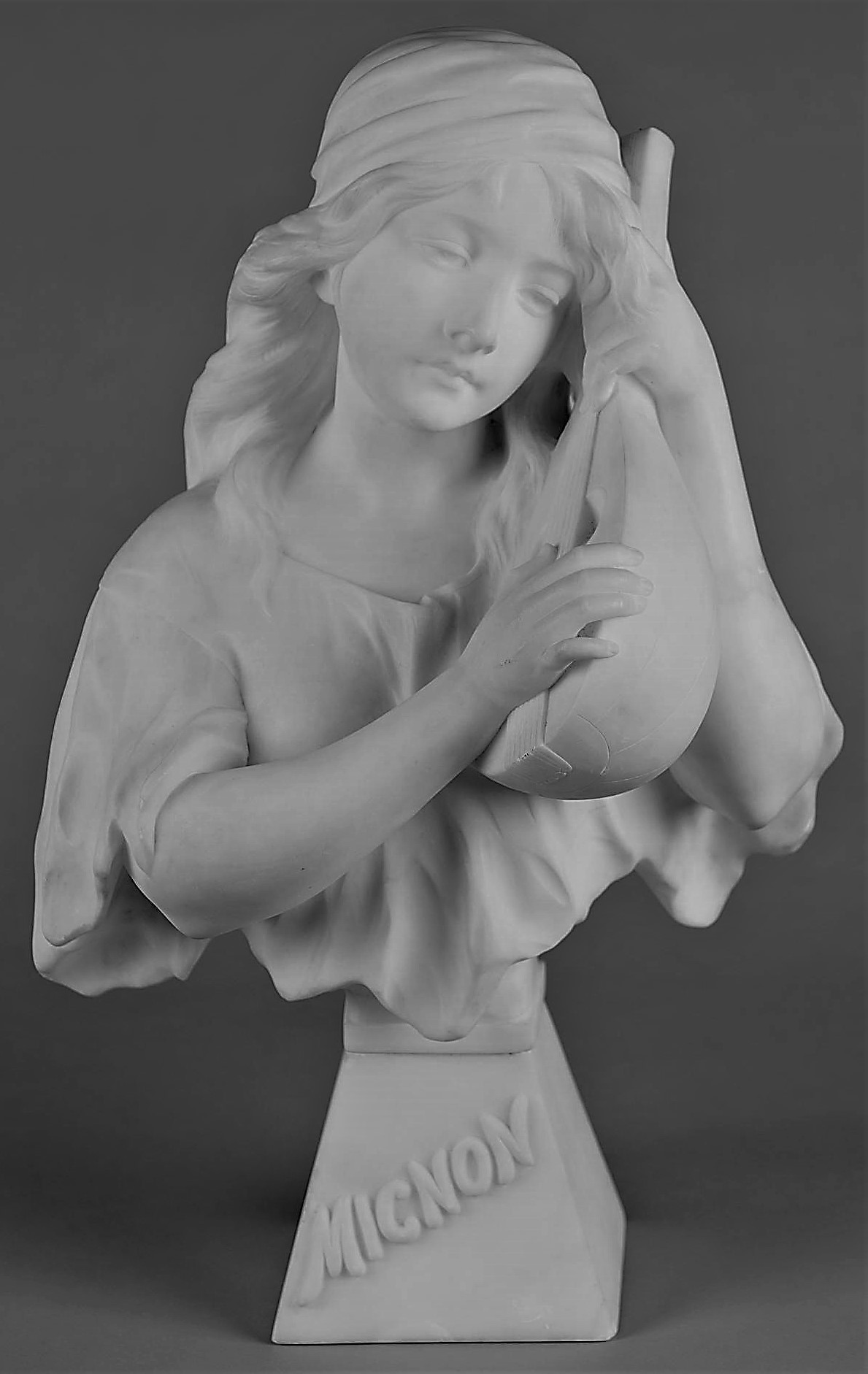
Statue de Richard Aurili chez A. Carli Frères.

En 1905, il s'installe à Bruxelles sur l'avenue de Tervueren. Sa période belge va durer jusqu'en 1914. Rien ne prouve que Riccardo Aurili y ait vécu sans interruption pendant toute cette période.
Durant sa période belge, il se remarie avec Elisa Van Humbeeck (1877-1956), une veuve de Schaerbeek.
A Bruxelles, il devient collaborateur de la société A. Carli Frères. C'est une société fondée à Schaerbeek au début des années 1900 par Antonio Carli (né en 1868), également originaire de Toscane. Le statut sous lequel Aurili travaillait chez A. Carli Frères n'est pas connu.
Entre 1905 et 1914, sa production comprend des bustes en albâtre, des figurines en plâtre, des œuvres allégoriques, des scènes, des animaux sauvages, des statues de saints, des figurines de Napoléon, des objets décoratifs et des ustensiles, tels que des luminaires. 
Parfois, ils portent le cachet « made in Belgium » vers A. Carli Frères.
Plusieurs sculptures de lui ont été exposées par d'autres sociétés ; on voit ses sculptures en France et en Italie dans le cadre d'expositions, d'achats et de cadeaux, dont un buste de Garibaldi en 1907. Pendant cette période, il collabore avec le sculpteur et professeur florentin Romanelli, sous la direction duquel il réalise une statue.
En 1912 et 1913, il participe aux Expositions de Florence. En 1912, sa statue Diana ferita est acquise par l'État italien.
Un article de journal Eco de la Stampa daté de 1916 mentionne qu'en 1914, en raison du déclenchement de la Première Guerre mondiale, son fils Aurelio Aurili était revenu de Bruxelles (où il avait étudié la sculpture), à Volterra. Quelques semaines avant son mort en mars 1916, il fut encore reçu par sa famille (avec mention explicite de Riccardo Aurili) qui vivait à Volterra comme réfugiés de guerre.
Professeur de l'Académie de Florence
Dans sa période belge, il a commencé à signer « prof. Aurili ». Cela pourrait indiquer qu'il était impliqué dans l'enseignement des arts.
Dans l'entête d'un document de 1935, il est dénommé explicitement comme « Professeur de l'Académie de Florence ».
Sachant que le titre est utilisé très explicitement dans un article de journal de 1914, la mention n'a rien à voir avec le titre honoraire.

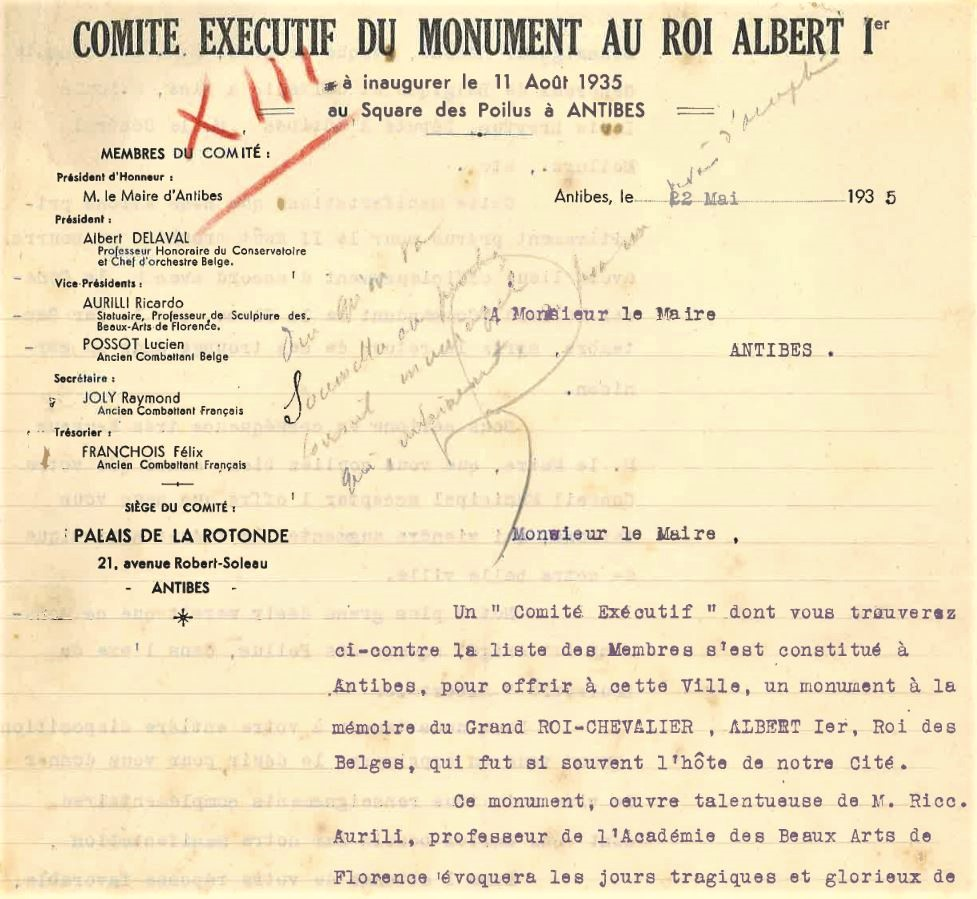
Lettre du « comité exécutif du monument au roi Albert Ier » de 1935.

### Toscane

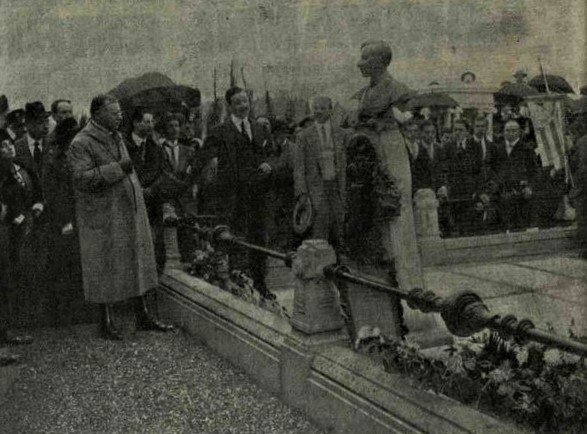
Inauguration du monument commémoratif à Fiaschi, réalisé par Riccardo Aurili en 1914.

En 1914, il entame une nouvelle carrière de sculpteur monumental. Il l'exercera jusqu'à la fin de sa vie. Il réalise sporadiquement des sculptures artistiques et commerciales. 
En octobre 1914, la statue commémorative du cycliste Luigi Fiaschi, réalisée par « Prof. Riccardo Aurili », est inaugurée au cimetière Porte de Santo de Florence. C'est un monument de 2,5 mètres.
Cette même année, il réalise la sculpture Figura Feminella pour le cimetière des Portes Saintes (Cimitero delle Porte Sante) de Florence.
Son fils, Aurelio Aurilo, rejoint l'armée italienne en 1915 et est tué au combat le 30 mars 1916. 
Riccardo s'installe sur la Côte d'Azur. Il maintient des liens avec la Toscane : en témoigne le Monument aux morts à Pieve Santo Stefano (Arezzo) de 1925.
En 1919, il reçoit le titre de professeur honoraire de l'Académie dell'Arte de Florence. En 1931, il est fait chevalier de l'ordre de la Couronne d'Italie.

### Côte d'Azur

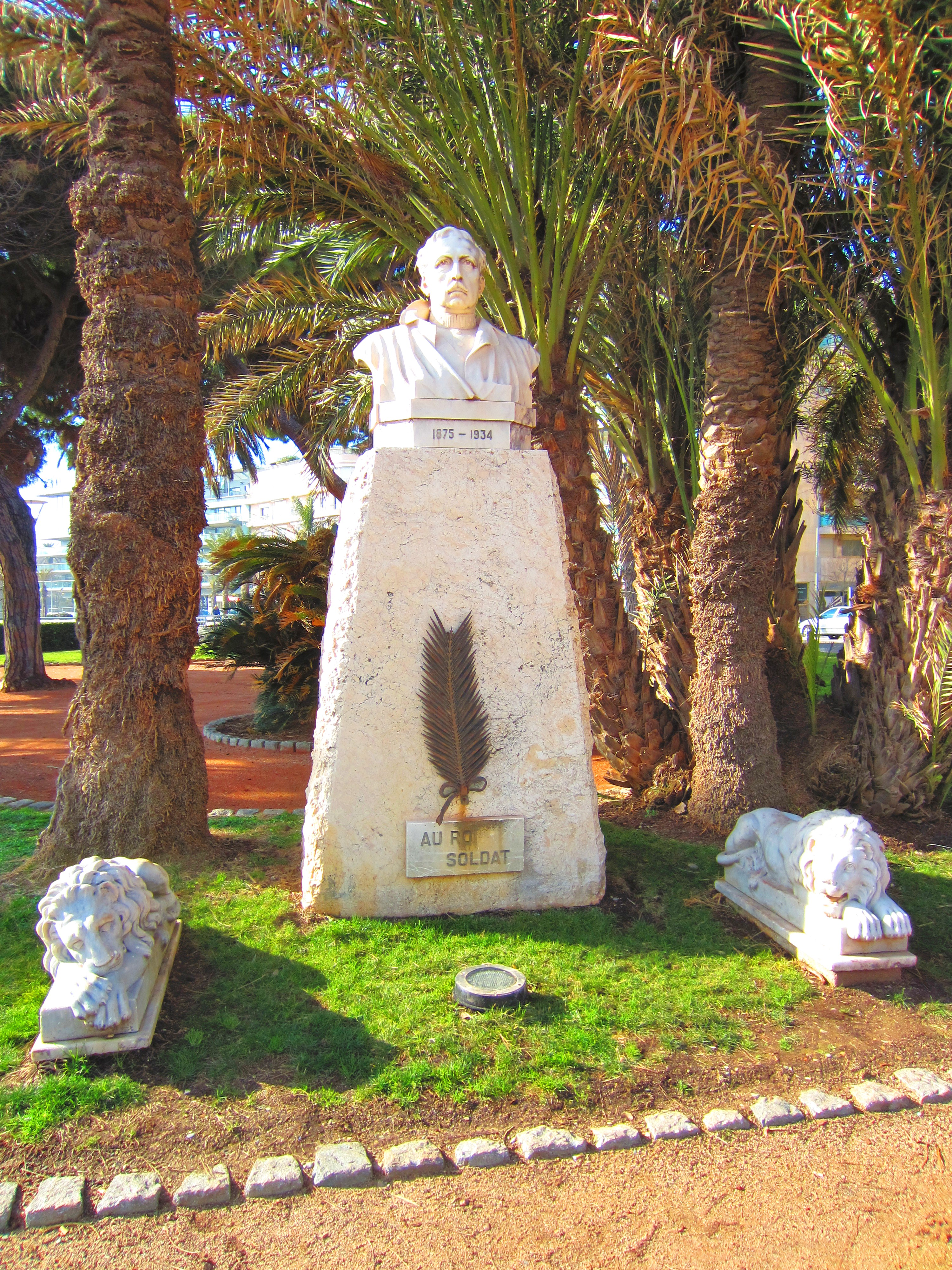
Mémorial au roi Albert Ier (roi des Belges) à Antibes (1935), exécuté par Aurili.

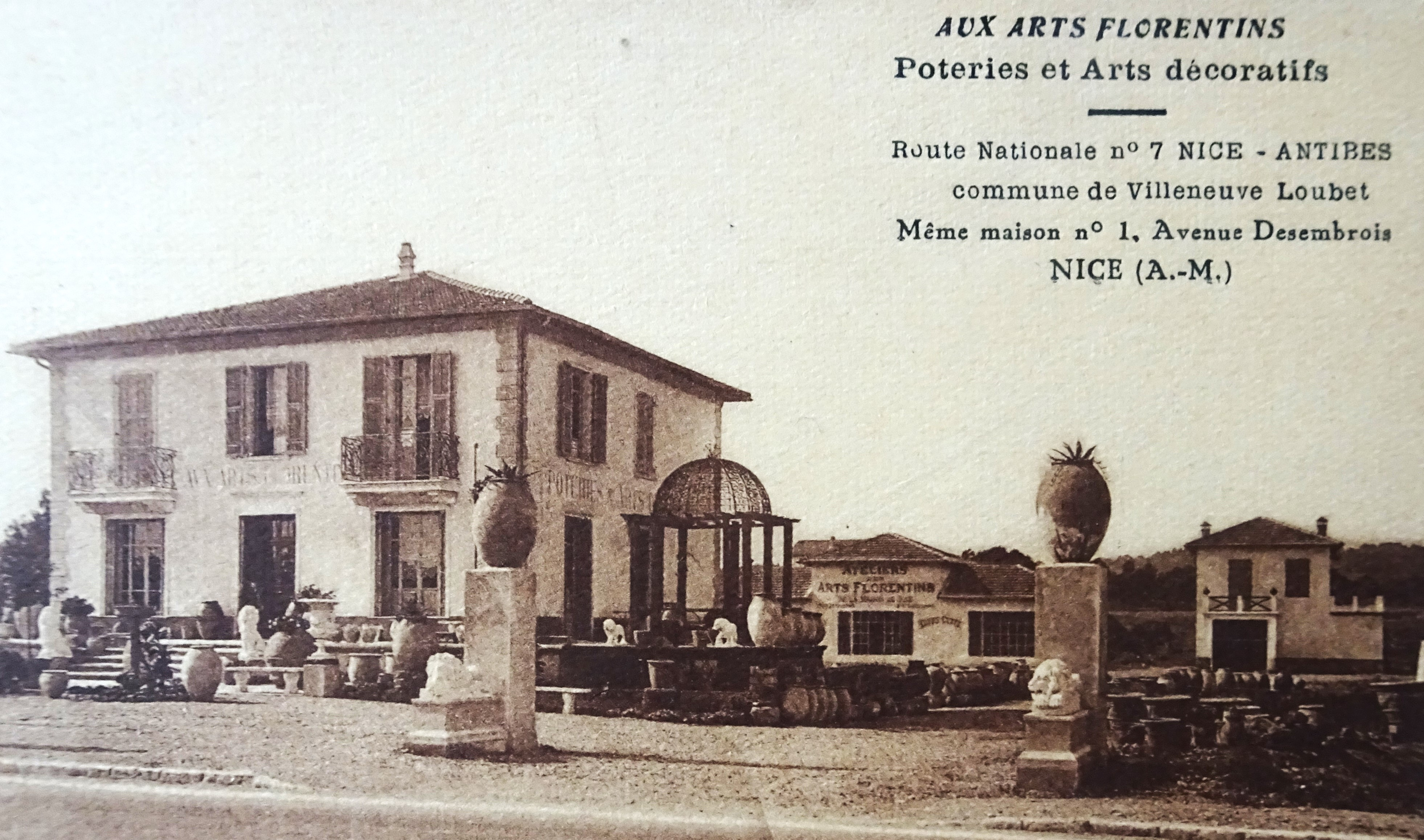
Aux Arts Florentins, Villeneuve Loubet.

En 1916, il s'installe sur la Côte d'Azur, d'abord à Nice, puis dans la région d'Antibes.
Il ouvre des boutiques Aux Arts Florentins, à Nice et à Villeneuve-Loubet, spécialisées dans la poterie et les objets d'art.
Il crée des sculptures monumentales, des tombes au cimetière de Nice,, des monuments aux morts, dont celui du jardin du consulat d'Italie à Nice, et une statue du roi Albert Ier en 1935 à Antibes,. 
Ses sculptures artistiques apparaissent régulièrement sur le marché, comme l'une des petites sculptures datées de 1923, et un buste de femme de style art nouveau, commandé pour des noces d'argent.
Il meurt en 1943. Sa veuve continua de faire fonctionner sa boutique de Villeneuve-Loubet. À sa mort, sa fille Atala reprit la suite. 
Il est inhumé au cimetière d'Antibes.